# 1700-ті

## Події
- 1702—1704 — повстання під проводом С. Палія на Правобережній Україні проти польсько-шляхетського гніту.
- 1707—1708 — селянсько-козацьке повстання під проводом Кіндрата Булавіна.
- 1707—1708 — повстання проти козацької старшини і міської верхівки на Лівобережній і Слобідській Україні;

## Народились
- 1707 — народився німецький вчений Леонард Ейлер.

## Природні явища
- Вивердження гори Фудзі (1707—1708).
- Найхолодніша зима за 500 років у Європі (Зима 1708—1709 років).